# Kantonsschule Schaffhausen
Die Kantonsschule Schaffhausen ist eine allgemeinbildende Mittelschule des Kantons Schaffhausen. Sie steht auf dem Emmersberg, nahe der Altstadt von  Schaffhausen in der Nachbarschaft des Munot. Die Schule umfasst eine Maturitätsschule und eine Fachmittelschule. Bei der Maturitätsschule handelt es sich um ein vierjähriges Kurzzeitgymnasium mit drei Profilen (musisch-sprachlich, naturwissenschaftlich-mathematisch und sprachlich-altsprachlich). Die dreijährige Fachmittelschule bereitet auf die Berufsfelder Gesundheit/Naturwissenschaften, Soziales/Pädagogik und Kommunikation/Information vor.
Neben dem normalen Unterricht wird das Leben an der Kantonsschule Schaffhausen auch durch eine vielfältige Schulkultur geprägt. Diese umfasst unter anderem das alle vier Jahre stattfindende «Kantifest», das «Kantitheater», den Kammerchor und den letzten Schultag der Abschlussklassen.
Die Kantonsschule Schaffhausen geht auf eine im 16. Jahrhundert gegründete Lateinschule zurück, daraus entstand im 19. Jahrhundert ein Gymnasium, der eigentliche Vorläufer der heutigen Schule. Der Campus der Kantonsschule Schaffhausen besteht aus mehreren Gebäuden, die zwischen 1902 und 2005 entstanden sind.

## Schule heute
Die Schule umfasst heute die Maturitätsschule und die Fachmittelschule. Die Maturitätsschule führt zur Matura und öffnet damit den Zugang zu allen Hochschultypen. Die Fachmittelschule führt zu den höheren Fachschulen, über ein anschliessendes Praxisjahr zur Fachmaturität und damit zu den Fachhochschulen oder über einen Vorbereitungskurs zu den Pädagogischen Hochschulen Schaffhausen und Zürich.

### Institution
Die Leitung der Kantonsschule besteht aus dem Rektor, der Administratorin, dem Leiter der Fachmittelschule und den Prorektoren für die drei Ausbildungsprofile. Die Schülerschaft wird in allen schulischen Belangen institutionell vertreten durch die Schülerorganisation. Die Lehrerschaft arbeitet über die Fachschaften und deren Vorstände mit der Schulleitung zusammen.
Die Kantonsschule ist eng vernetzt mit ihrem gesellschaftlichen, politischen, wirtschaftlichen und pädagogischen Umfeld. So bildet die Aufsichtskommission die Nahtstelle zum kantonalen Erziehungsdepartement und zum Kanton. Zu den unterstützenden Organisationen gehört der 1992 gegründete Kantonsschulverein, der ausgewählte schulische Projekte fördert, Veranstaltungen mit schulischem und pädagogischem Bezug organisiert und die Belange der Schule in politischen Abstimmungen unterstützt. Insbesondere ist er Träger einer Ombudsstelle als unabhängiger Vermittlungsinstanz in allen schulischen Konfliktsituationen.

### Maturitätsschule
Die Maturitätsschule schliesst als Kurzzeitgymnasium an das zweite Sekundarschuljahr an und umfasst vier Schuljahre, es gibt jedoch auch die Möglichkeit, das Gymnasium an das dritte Sekundarschuljahr anzuschliessen. Sie ist in drei verschiedene Profile mit der Möglichkeit zur Wahl von Schwerpunktfächern gegliedert:
- Musisch-sprachliches Profil (Profil M): Altgriechisch, Italienisch, Spanisch, Bildnerisches Gestalten oder Musik mit Instrument
- Naturwissenschaftlich-mathematisches Profil (Profil N): Anwendungen der Mathematik und Physik, Chemie und Biologie oder Wirtschaft und Recht
- Sprachlich-altsprachliches Profil (Profil S): Altgriechisch, Englisch, Italienisch oder Spanisch

Ab dem dritten Schuljahr wählen die Schüler zusätzlich ein Ergänzungsfach (Wirtschaft und Recht, Philosophie, Geschichte der Antike, Anwendungen der Mathematik, Bildnerisches Gestalten, Musik mit Instrument). Ab dem vierten Schuljahr wird als Kantonales Wahlfach obligatorisch ein interdisziplinäres Angebot gewählt. Darüber hinaus haben die Schüler die Möglichkeit, eine Reihe von Freifächern zu wählen, insbesondere Sprachen und Instrumentalunterricht.
An der Schule kann die zweisprachige Matur in Deutsch und Englisch und die Maturité bilingue in Deutsch und Französisch erworben werden. Die zweisprachige Matur Deutsch/Englisch kann von Schülern des sprachlich-altsprachlichen Profils erworben werden. Hier erfolgt ein Teil des Unterrichts in Immersionsklassen, und zwar in den Fächern Mathematik, Physik und Geschichte. Die Möglichkeit einer Maturité bilingue steht grundsätzlich allen Schülern offen. Sie ist mit einem einjährigen Aufenthalt während des dritten Schuljahrs im Waadtland verbunden.
Für sportlich oder musikalisch besonders begabte Schüler besteht das Förderprogramm Sport und Kultur. Es bietet talentierten Jugendlichen schulische Rahmenbedingungen, die es ihnen erlauben, Leistungssport bzw. musikalische Spitzenleistungen mit der schulischen Ausbildung zu vereinbaren. Zu den Unterstützungsmöglichkeiten gehört der teilweise Dispens vom Unterricht, Stützunterricht oder eine Verlängerung der Schulzeit.

### Fachmittelschule
2007 wurde die ehemalige Diplommittelschule in die heutige Fachmittelschule überführt. Diese schliesst an das dritte Sekundarschuljahr an und bereitet auf die drei Berufsfelder Gesundheit/Naturwissenschaften, Soziales und Pädagogik/Kommunikation vor. Sie führt über den Erwerb des Fachmittelschulausweises und der Fachmaturität zu den Fachhochschulen und damit zu Berufen in Technik und Naturwissenschaft (Fachmaturität Naturwissenschaften) in der Pflege, Physiotherapie, Ernährungsberatung, Ergotherapie oder als Hebamme (Fachmaturität Gesundheit), als Sozialarbeiter, Sozialpädagoge oder Psychologe (Fachmaturität Soziales) und zum Journalismus oder zur Organisationskommunikation (Fachmaturität Kommunikation). Der Fachmittelschulausweis in einem der drei Berufsfelder öffnet auch den Weg zur Pädagogischen Hochschule Schaffhausen und Zürich und damit zur Ausbildung als Primarlehrer.
Als allgemeinbildende Schule vermittelt die Fachmittelschule im Wesentlichen die gleichen Unterrichtsfächer wie die Maturitätsschule. Diese werden an der Kantonsschule Schaffhausen auch von den gleichen Lehrpersonen unterrichtet. Je nach Berufsfeld werden aber unterschiedliche Schwerpunkte gesetzt:
- Gesundheit/Naturwissenschaften: Naturwissenschaftliche Fächer
- Soziales: Sozialwissenschaften sowie Wirtschaft und Recht
- Pädagogik/Kommunikation: Musische Fächer sowie Kommunikation und Medien[8]

Hinzu kommt für alle Schüler das Fach Psychologie. Auch ist Unterricht in einer Naturwissenschaft in allen drei Schuljahren verpflichtend. Eine Besonderheit des Unterrichts an der Fachmittelschule ist das ausserschulische Praktikum, das zu einem stärkeren Praxisbezug der schulischen Ausbildung beiträgt. Es dauert drei Wochen und wird im 2. Schuljahr durchgeführt.

### Besondere Unterrichtsformen
Neben herkömmlichen Formen des Unterrichts wird an der Kantonsschule Schaffhausen ein Spektrum besonderer Unterrichtsformen  praktiziert, die der thematischen Vertiefung, der individualisierten Förderung, der Einübung besonderer Fertigkeiten und dem sozialen Zusammenhalt dienen.
- Halbklassenunterricht oder Blockunterricht in einzelnen Fächern
- 1. Klassen: Schulverlegung
- 2. Klassen: dreiwöchiger Sprachaufenthalt in Frankreich oder England
- 3. Klasse: Projektwoche, Wirtschaftswoche und Technikwoche
- Alle Klassen: Schneesportlager in Valbella und S-chanf

### Infrastruktur

#### Bibliothek
Die Schulbibliothek dient Schüler- und Lehrerschaft als Informationszentrum und darüber hinaus als Aufenthalts- und Arbeitsplatz in Zwischenstunden. In der Bibliothek stehen Einzel- und Gruppenarbeitsplätze zur Verfügung, ausserdem PCs mit Internetzugang, Drucker und Kopierer. Der Bibliotheksbestand umfasst ca. 25'000 Medien: Belletristik, Sachbücher, Lehrmittel, Nachschlagewerke, Comics und Hörbücher, ausserdem Zeitschriften, DVDs und Audiomedien. Weitere 25'000 Medien sind in den Fachzimmern zu finden.

#### Informatik
Die Arbeitsgruppe Informatik (AGI) ist zuständig für die Beschaffung und die Wartung der Informatik-Infrastruktur an der Kantonsschule Schaffhausen. Diese umfasst zum Beispiel Laptop-Wagen, schulweites WLAN und technische Unterrichtshilfen.

#### Mehrzwecksaal
Im 2005 eingeweihten Ergänzungsbau befindet sich ein Mehrzwecksaal. Während der Schulwoche dient er als Mensa, der Saal wird aber auch für Versammlungen, Theateraufführungen und Konzerte genutzt und bietet maximal 230 Personen Platz.

#### Kinderkrippe
Im Sommer 2012 wurde eine Kinderkrippe an der Kantonsschule eröffnet. In Zusammenarbeit mit einer bereits in Schaffhausen etablierten Betreuungseinrichtung, der Kindertagesstätte «Muggäschnapper», bietet sie eine arbeitsplatznahe Kinderbetreuung.

### Kantimensa

#### Gründungsgeschichte der ersten Mensa
1996 wurde eine Baubaracke der Baustelle der N4-Brücke (Nationalstrasse 4 / Grünau-Flurlingen ZH) übernommen. Die einstige N4-Baubaracke wurde auf dem ehemaligen Gelände der Ballonturnhalle platziert und als erste Kanti-Mensa genutzt. Zuerst wurde sie von den Vertretern des Kantonschulvereins und der Schulleitung übernommen, da der «IG Pro Mensa» (ein Schülerverein) bis dahin die rechtlichen Grundlagen fehlten. Das Ziel des Vereins war es, den Schülern eine günstige und geeignete Verpflegungsmöglichkeit zu bieten.
Die Baubaracken-Mensa erfüllte ihren Zweck, geriet aber auf Grund von Platzmangel schnell an ihre Grenzen Deswegen rief Urs Saxer mit zwei seiner Wirtschaftsklassen das Projekt «Betriebskonzept Mensa» ins Leben. In vier Gruppen wurden Markt- und Produktziele ermittelt und bestehende Mensen analysiert sowie auch Einrichtungs- und Gestaltungskonzepte entworfen. Ebenso wurden das Budget berechnet und mögliche Lieferanten für die Verpflegung kontaktiert und die Ergebnisse dem Bankkonsortium und dem Kantiverein präsentiert.

##### Eröffnung 1. März 1997
Dank des grossen Einsatzes der Schulklassen und Urs Saxers konnte am 1. März 1997 die Mensa offiziell eröffnet und genutzt werden, nach neun Monaten Bauzeit, in der die einstige Baracke in eine funktionelle Mensa verwandelt wurde. Nicht alle Probleme waren damit gelöst und im Jahre 1998 schrieb die Kantimensa rote Zahlen: Den grossen Verlust von circa 44'000 CHF wollte sie mit einem Sponsorenlauf kompensieren.
Die Baracken-Mensa war nicht so zufriedenstellend wie erhofft und hatte zu wenig Besucher. Da in der gleichen Zeit ein weiterer Schulbau geplant war, wurde Anspruch erhoben in diesem Bau eine neue, verbesserte Mensa zu errichten.

#### Mensa ab 2005
Nach 2005 befand sich die Mensa im Ergänzungsbau und schrieb dort auch keine Verluste mehr. Auch seit 2005 ist die «Stiftung Impuls» Mitglied und Unterstützung der Mensa in der Kantonsschule Schaffhausen. Im Jahr 2015 wurde die Küche der Kantimensa umgebaut.
Täglich werden bis zu 320 Mahlzeiten zubereitet. Es werden vorwiegend Frischprodukte verwendet, auf industrielle Halb- und Fertigfabrikate wird verzichtet, das Brot wird frisch in der Mensa gebacken.
Ein Grossteil der Mitarbeiter der Mensa gelangt mithilfe der «Stiftung Impuls» an ihre Arbeit. Bis zu 15 Personen finden im Rahmen ihrer sozialen und beruflichen Arbeitsintegration in der modernen Grossküche eine ihren Fähigkeiten und Möglichkeiten angemessene Aufgabe und können so ihre fachlichen und sozialen Kompetenzen trainieren und erweitern. Unterstützt werden sie dabei von geschulten Gastrofachleuten sowie individuell durch Einzel- oder Gruppencoaching innerhalb des breiten Förderangebotes der Stiftung.

##### «Stiftung Impuls»
Ausgehend von der Schaffung einer temporären Einsatzstelle für Arbeitslose im Jahre 1983 erfolgte Ende 1997 die Gründung der privatrechtlichen «Stiftung Impuls – FIT FOR JOBS». Die Stiftung bietet Arbeitsplätze an, bei denen der Blick auf die vorhandenen Fähigkeiten und Leistungen der Teilnehmer gelegt wird. Sie legt Wert auf die Förderung und Erhaltung der beruflichen Qualifikationen. Mit den Teilnehmenden arbeitet ein professionelles Team aus Berufsfachleuten.

## Schulkultur
Neben dem Unterricht im engeren Sinn wird das Schulleben an der Kantonsschule Schaffhausen durch zahlreiche weitere Aktivitäten und Anlässe geprägt, die zu einer lebendigen Schulkultur beitragen.

### «Kantifest»
Die Ursprünge des sogenannten «Kantifestes» gehen auf die 100-Jahr-Feier der Kantonsschule Schaffhausen im Jahr 1951 zurück. Damals wurde im grossen Saal des Hotels «Schweizerhof» Shakespeares Sommernachtstraum aufgeführt. Bei den Feierlichkeiten wurde insbesondere auf die Partizipation der Schüler geachtet. Dies galt auch für den fünf Jahre später, am 28. September 1956, durchgeführten Maturball: Unter der Leitung von Maturanden wurden Gänge des Schulhauses und eine Reihe von Schulzimmern in ein «Märchenland verzaubert», dazu spielte ein Schüler-Tanzorchester und es wurde ein von den Schülern vorbereitetes Buffet geboten. Im Jahresbericht der Kantonsschule Schaffhausen zum Schuljahr 1956/57 heisst es zu diesem Fest:

„Damit ein solches Fest nicht zur blossen Routine, sondern jedesmal zu einem unvergesslichen Erlebnis wird, darf es nicht zu oft durchgeführt werden. Die Idee der diesjährigen Maturanden scheint uns auch denn auch richtig zu sein, dass es alle fünf Jahre stattfinden sollte, sodass es jeder Schüler, der die Kantonsschule durchläuft, einmal erlebt.“

Damit waren die bis heute wesentlichen Elemente des «Kantifestes» festgelegt, das 1967 zum ersten Mal in der jetzigen Form stattfand: der mehrjährige Zyklus, die Gestaltung der Räume durch die Schüler, ein reiches kulinarisches Angebot sowie ein vielseitiges Unterhaltungsprogramm. Dekorierte Zimmer vom Kantifest 2012, kurz vor dem Festbeginn:

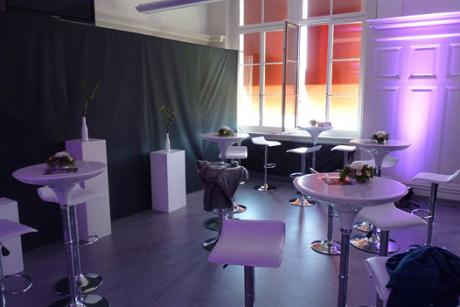
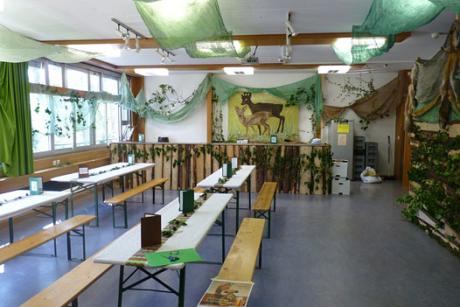
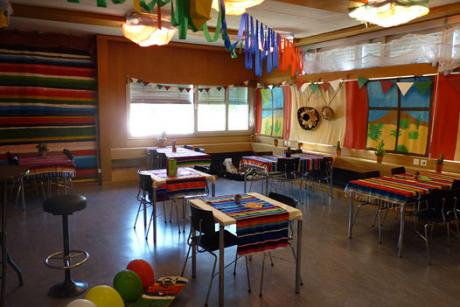
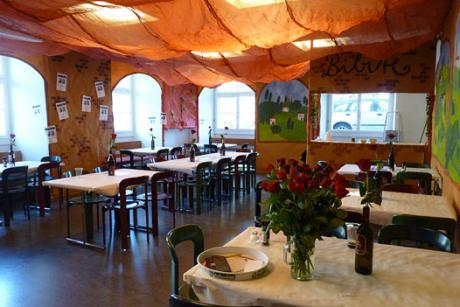
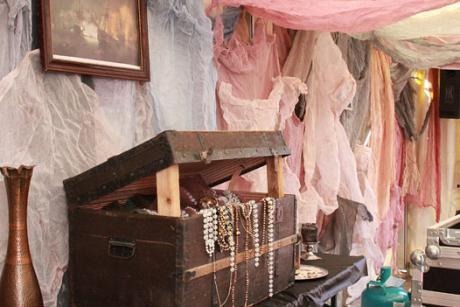

### Theater
An der Kantonsschule wird seit einigen Jahrzehnten ein Theaterkurs als Freifach angeboten, seit 1991 wird jedes Jahr von den Teilnehmern ein Stück aus der bekannten Theaterliteratur aufgeführt. Die Aufführungen finden im Mehrzwecksaal des Ergänzungsbaus statt. Im Jahre 2016 kam das Stück Herkules und der Stall der Augia. Eine Satire auf einen nutzlosen Helden (nach dem Hörspiel Herkules und der Stall des Augias von Friedrich Dürrenmatt) zur Aufführung.

### Musik
Die Musik ausserhalb des regulären Unterrichts hat an der Schule eine lange Tradition und einen hohen Stellenwert. Der Kammerchor wurde 1955 von Edwin Villiger gegründet. Nebst eigenen Konzert- und Bühnenproduktionen gehören Auslandsreisen und regelmässige Auftritte am Bachfest Schaffhausen zum Repertoire des Chors. Im Jahre 1998 bildeten zusätzlich acht Schüler das erste Vokalensemble. Seit 2002 setzt sich das Vokalensemble aus gemischten Stimmen, das heisst Frauen- und Männerstimmen zusammen und erarbeitet eigene Programme. Das Trompetenensemble (Bläserensemble) wurde vor dreissig Jahren gegründet. Das Ziel war und ist, den Trompeten- und Hornsschülern eine Möglichkeit zu bieten, die dafür geschriebene und arrangierte Literatur zu erarbeiten und an den Fest- und Musikanlässen der Kantonsschule aufzuführen.

### UNESCO-assoziierte Schule
Die Schule ist eine UNESCO-assoziierte Schule, sie ist dem Gedanken der internationalen Verständigung und Zusammenarbeit verpflichtet. Diese im Leitbild der Schule verankerten Grundsätze der UNESCO werden von einer aktiven Gruppe von Schülern und Lehrkräften konkretisiert. Seit 2000 gibt es einen Kontakt mit dem Josef Haltrich-Gymnasium in der rumänischen Stadt Sighișoara/Schässburg; jährlich alternierend besuchen sich Gruppen aus dem Haltrich-Gymnasium und der Kantonsschule Schaffhausen. Schüler sowie die begleitenden Lehrkräfte lernen den Unterricht an ihrer Partnerschule und das Alltagsleben in ihrer Gastfamilie kennen; sie erhalten durch Exkursionen Einblick in die aktuelle politische, gesellschaftliche und wirtschaftliche Situation ihres Gastlandes.
Die Schule ist über einen regelmässigen Kontakt mit den anderen Unesco-assoziierten Schulen der Schweiz verbunden. 2008 wurde sie als besonders aktive unter den Unesco-assoziierten Schulen ausgezeichnet.

### Schüler-Verbindungen
An der Schule gibt es eine lange Tradition von Schülerverbindungen. Sie sind aus den am Anfang des 19. Jahrhunderts entstandenen Studentenverbindungen und den Gymnasialvereinen hervorgegangen. Die Scaphusia wurde 1858 von Hermann Freuler als vierte Schülerverbindung in der Schweiz gegründet. Ihr Leitspruch lautet «litteris et amicitiae». Die Verbindungsfarben sind blau-weiss-blau. Bei der Scaphusia handelt es sich um eine nicht-abstinente Verbindung, zu der auch ein Bier-Comment gehört. Die Verbindung Munot wurde 1908 im Zuge der seit Mitte des 19. Jahrhunderts entstehenden Abstinenzbewegung gegründet.

## Geschichte

### Lateinschule und Gymnasium (16. bis 18. Jahrhundert)
Die Ursprünge der Schule gehen auf eine wahrscheinlich bereits im Hochmittelalter existierende Schule des Klosters Allerheiligen zurück. Nach der Aufhebung des Klosters im Zuge der Reformation gründete die Stadt Schaffhausen 1525 eine Lateinschule mit Latein als Hauptfach und Unterrichtssprache. Neben Lesen, Schreiben und Rechnen erlernten die Schüler als weitere Sprachen Griechisch und Hebräisch. Vermittelt wurde so eine sprachlich-philosophische Ausbildung auf der Grundlage der griechisch-römischen Antike im Sinne der europaweit verbreiteten Renaissanceschulen. Angehende Pfarrer, aber auch Laien, die später ein juristisches Amt übernehmen sollten, wurden hier auf das anschliessende Universitätsstudium vorbereitet.
1626 wurde aus der Lateinschule eine sechsjährige Schule, die sich jetzt Gymnasium nannte – ein Name, der sich für diesen Schultypus allgemein seit der Reformationszeit durchzusetzen begann.  Da das Gymnasium aber als Vorbereitung für ein anschliessendes Studium offenbar nicht genügte, wurde 1685 mit der Einrichtung des Collegium Humanitatis eine weiterführende Ausbildungsstufe geschaffen, die sich an Lehrinhalten des universitären Grundstudiums orientierte. Während zweier zusätzlicher Jahre wurden nebst den antiken Sprachen die Unterrichtsfächer Logik, Metaphysik, Theologie, Moral, Mathematik und Physik unterrichtet. Die Ausbildung am Collegium sollte gleichzeitig das anschliessende Studium in den oft weit entfernten Hochschulen verkürzen. Im Raum der Schweiz existierte bis ins 19. Jahrhundert hinein nämlich nur die 1460 in Basel gegründete Universität, in Zürich und einigen anderen Städten gab es allerdings seit der Reformationszeit höhere Ausbildungsstätten für Pfarrer.

### Gründung der Kantonsschule (1851)
Die von den Denkern der Aufklärung geforderte gesellschaftspolitische Erziehung der Schüler und Säkularisierung des Erziehungswesens führte bereits ab der zweiten Hälfte des 18. Jahrhunderts in Teilen West- und Mitteleuropas zu einer grundlegenden Neuorientierung im Bildungswesen. Unter dem Einfluss der Französischen Revolution und im 19. Jahrhundert des Liberalismus und Nationalismus wurden solche Vorstellungen sukzessive im Schulwesen umgesetzt. Gleichzeitig wurden Standesprivilegien aufgehoben, Verfassungen schränkten den Einfluss der Kirche ein. Parallel dazu entwickelten sich aufgrund der einsetzenden Industrialisierung neue Anforderungen bezüglich der Ausbildung in wissenschaftlicher, technischer und wirtschaftlicher Hinsicht. Die staatliche Bildungspolitik trug all diesen Veränderungen zunehmend Rechnung.
Das zeigte sich in einem ersten Schritt daran, dass in vielen Gymnasien der Schweiz das Stoffprogramm seit der zweiten Hälfte des 18. Jahrhunderts überarbeitet wurde. In Schaffhausen wurde ab 1771 nicht mehr nach einem streng humanistischen Fächerkanon unterrichtet: Die neu eingeführten Fächer Geschichte und Naturwissenschaften wurden im Collegium in deutscher Sprache unterrichtet, kurze Zeit später nahm das Gymnasium auch einige Lektionen Deutsch, Geschichte und Geographie in die Stundentafel auf.
Die europaweite Expansion des revolutionären Frankreichs führte zur Auflösung des Staatenbundes der Alten Eidgenossenschaft. Die Bildung der Helvetischen Republik 1798 unter französischer Vorherrschaft bewirkte weitere Veränderungen im Schaffhauser Schulwesen. 1799 wurde eine Französische Schule gegründet, die auf Grund des grossen Erfolgs 1805 mit dem nun ebenfalls neu organisierten Gymnasium zusammengelegt wurde. Hier wurde die Grundlage für die Zweiteilung des Gymnasiums in eine humanistische und eine realistische Abteilung gelegt. Allerdings sollte nur die humanistische Gymnasialausbildung, an welche bis zur Schulreform von 1850 weiterhin das Collegium Humanitatis anschloss, zum Universitätsstudium führen. In der realistischen Abteilung wurde eine Basisbildung für Berufe in Handwerk und Handel gelegt; der Schwerpunkt lag hier auf modernen Sprachen und Naturwissenschaften. Anfänglich waren die Stundendotationen mit 28 Wochenlektionen an der humanistischen gegenüber lediglich 17 Lektionen an der realistischen Abteilung sehr unterschiedlich, diese Ungleichheit wurde aber im Zuge einer Reform von 1827 behoben. Gleichzeitig wurde auch der Unterricht in Mathematik und Naturwissenschaften in beiden Abteilungen ausgebaut.
Die Regenerationszeit (1830–1848) schuf weitere Voraussetzungen für Reformen im Schulwesen: «Volksbildung als Volksbefreiung» galt als Devise in den regenerierten, das heisst liberalen Kantonen, zu welchen auch Schaffhausen gehörte. Deshalb entstanden in dieser Zeit die ersten Seminare als Lehrerausbildungsstätten, in Schaffhausen schon 1827.
1848 wurde der moderne Schweizer Bundesstaat gegründet. Als Folge davon verstärkte sich der politische und wirtschaftliche Aufschwung in der Schweiz. Es formierten sich neue Eliten in Gesellschaft, Wirtschaft und Politik, welche weitere Neuerungen im Bildungswesen forcierten. Mit dem kantonalen Schulgesetz von 1850 schufen die Schaffhauser bildungspolitische Grundlagen, die ihr Schulwesen fortan bestimmen sollten. Die seit 1827 obligatorische Elementarschule wurde auf fünf Unterrichtsjahre ausgebaut und die Realschulen wurden kantonsweit eingeführt. Letztere sollten in einer Doppelfunktion einerseits als höhere Grundausbildung auf das Berufsleben vorbereiten, andererseits im Sinne eines Progymnasiums in zwei Schuljahren zum Übertritt ins Gymnasium hinführen, und zwar über ein obligatorische Aufnahmeprüfung. Damit hatte sich mit dem sogenannten gebrochenen Bildungsgang das Kurzzeitgymnasium durchgesetzt. Ein Grund für diesen Entscheid war, die Schüler vom Land durch die Einführung eines Langzeitgymnasiums nicht zu benachteiligen.
Das Gymnasium, wie sich die Schule weiterhin nannte, wurde jetzt rechtlich zur «Kantonalen Anstalt»; der fortan gebräuchliche Name «Kanti», der sich davon ableitet, setzte sich erst zu Beginn des 20. Jahrhunderts im Zusammenhang mit dem neu erstellten Schulgebäudes auf dem Emmersberg durch. Gleichzeitig wurde die Schule auch neu strukturiert: in ein vierjähriges Untergymnasium mit einer realistischen und einer humanistischen Abteilung und daran anschliessend ein zweijähriges Obergymnasium, das die humanistische Abteilung weiterführte. Die Diskussion um die Gewichtung von Allgemeinbildung und Nützlichkeit bei der Stundentafelgestaltung wurde mit grosser Heftigkeit geführt, wie folgende Aussage des Altphilologen und damaligen Vizedirektors des Gymnasiums, Albert Ott, veranschaulicht, der die Ausrichtung auf das klassisch-humanistische Bildungsideal verteidigte, da sonst die Gefahr drohe, dass «(…) schon in die zarte Jugend der Keim zu einer gemeinen und niedrigen Auffassung der Bestimmung des Menschen gelegt (werde); der Knabe wird durch die materielle Richtung seiner Erziehung willkürlich auf den Gedanken geführt, dass alles, was nicht einen unmittelbar praktischen Nutzen habe, werthlos sei.» Schlussendlich verlor aber an beiden Abteilungen der Sprachunterricht zugunsten eines Ausbaus der Mathematik und der Naturwissenschaften an Gewicht. Die Ausbildung an der realistischen Abteilung erwies sich allerdings gerade auch im interkantonalen Vergleich als ungenügende Vorbereitung auf die 1855 gegründete Eidgenössische Technische Hochschule (ETH), weshalb die Ausbildungszeit schliesslich um ein halbes Jahr verlängert wurde.

### Gestaltung der Kantonsschule

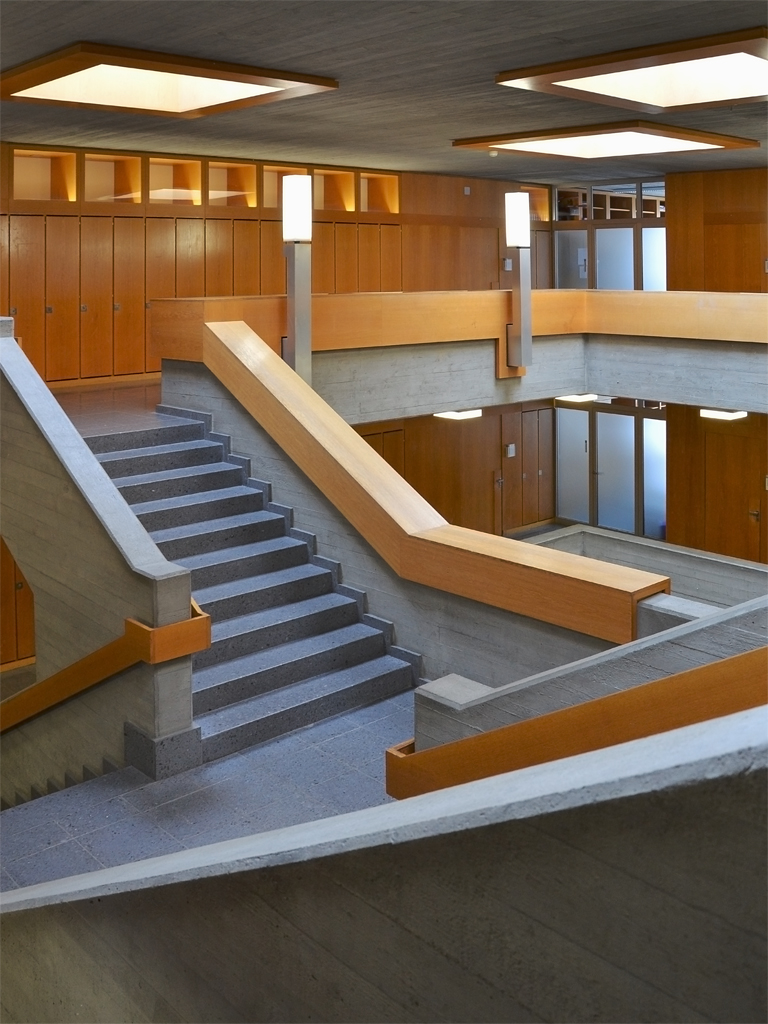
Der Förderer-Neubau von innen

Auch die weitere Entwicklung der Kantonsschule wurde von gesellschaftspolitischen und wirtschaftlichen Veränderungen beeinflusst. Sie stand zudem im Spannungsfeld der Einflussnahme von Bund und Kanton.
Zu den obligatorischen Fächern zählte ab 1851 am neuen Untergymnasium auch Turnen, das bereits 1835 auf Initiative eines damaligen Gymnasiallehrers als freiwillige «Leibesübungen» angeboten worden war. 1866 wurde dank dem Bau einer Turnhalle ein kontinuierlicher Unterricht möglich. Der Turnunterricht war von Anfang an geschlechtergetrennt, für die Knaben war er durch eine entsprechende Verfügung des Bundes im Rahmen der neuen Militärgesetzgebung von 1874 bis weit ins 20. Jahrhundert als militärischer Vorunterricht im Hinblick auf die spätere Rekrutenschule angelegt: Leistung und Leistungssteigerung bestimmten den Unterricht. Erst mit dem gesellschaftlichen Wandel ab den 1970er Jahren fand diesbezüglich eine Neuorientierung statt.
Die Totalrevision der Bundesverfassung von 1874 schrieb eine Ausweitung der Bundeskompetenzen im Bildungsbereich fest und führte 1880 zur ersten Maturitätsanerkennungsverordnung (MAV). Grundlage dieser Verordnung war der neue Verfassungsauftrag an den Bund, die Zulassung zum Medizinstudium zu regeln. Das bedeutete auch eine Einflussnahme auf den gymnasialen Ausbildungsgang selber, wo die Voraussetzungen für diese Zulassung geschaffen werden mussten. Diese eidgenössische Regelung bezüglich des Medizinstudiums entwickelte sich bald zur Rechtsgrundlage für die Gymnasien generell, da die Universitäten begannen, die auf der MAV beruhenden Maturitätszeugnisse nicht nur für die medizinische, sondern für alle ihre Fakultäten als Zulassungszeugnisse vorauszusetzen. Die MAV 1880 stärkte zum letzten Mal grundsätzlich den humanistischen Ausbildungsgang, da sie für das Medizinstudium einen Abschluss in den Sprachen Latein und Griechisch zur Bedingung machte – eine solche Maturitätsprüfung wurde von den Hochschulen als Zulassungszeugnis anerkannt, während die Absolventen der realistischen Abteilung genügend Lateinkenntnisse vorweisen und anschliessend zu einer Zulassungsprüfung antreten mussten; umgekehrt wurde von den «Humanisten» ein Nachweis über ausreichende Kenntnisse in Physik und Darstellender Geometrie verlangt, um an der Eidgenössisch Technischen Hochschule (ETH) aufgenommen zu werden, weshalb diese Fächer in den neuen Lehrplan integriert wurden. 1922/23 wurde nach einigen Zwischenschritten die Dauer der beiden Ausbildungsgänge aneinander angeglichen und vom Regierungsrat des Kantons Schaffhausen auf fünfeinhalb Jahre festgelegt.
Ab Beginn des 20. Jahrhunderts wurden die Vorstellungen der sogenannten Reformpädagogik in vielen Teilen Europas diskutiert; auch im Schaffhauser Schulwesen setzte man sich mit diesen Ideen auseinander. Grundsätzlich ging es dabei um ein verändertes Erziehungsbild, welches einen handlungsorientierten Unterricht und das eigenständige Lernen und Erforschen durch die Schüler in den Mittelpunkt stellte. Die Forderung der Reformpädagogik nach sogenannten «Arbeitsschulen» wurde an der Kantonsschule Schaffhausen aber nur in wenigen Bereichen umgesetzt, etwa durch die Einführung von Handarbeit, Praktika in Physik und naturwissenschaftlichen Fächern.
Mit den folgenden MAV-Revisionen verloren die Alten Sprachen an den Gymnasien zunehmend an Gewicht. Sie führten im Zusammenhang mit der zunehmenden Orientierung der Schule an den Bedürfnissen der Wirtschaft zu einer Stärkung zuerst der mathematisch-naturwissenschaftlichen Ausbildung und anschliessend der neusprachlichen und wirtschaftlichen Fächer.
Eine nächste MAV-Revision stellte 1925 die drei als Maturitätstypen A (mit Griechisch und Latein), B (mit Latein und modernen Fremdsprachen) und C (Mathematik, Naturwissenschaften und neu mehr Gewicht auf moderne Fremdsprachen) neu definierten Gymnasialabschlüsse einander als praktisch gleichwertig gegenüber. Die «Realisten» wurden ab jetzt prüfungsfrei zu allen Studiengängen der Universitäten zugelassen, sofern sie einen Lateinzusatzkurs erfolgreich absolviert hatten.
Eine Erweiterung brachte die MAV 1972, indem sie zwei neue mögliche Maturitätslehrgänge schuf: Neben dem neusprachlichen Typus D den Typus E, der mit einer Wirtschafts- und Handelsmaturitätsprüfung abgeschlossen werden konnte; in Schaffhausen wurde der Typus E ab dem Schuljahr 1993/94 eingeführt.
Das kantonale Schulgesetz von 1981 führte zu einer Verkürzung der Mittelschulausbildung um ein halbes Jahr auf fünf Jahre, da eine einheitliche 6. Klass-Übertrittsregelung für die Aufnahme in die Sekundarstufe I eingeführt wurde, dies anstelle der vorherigen Alternativmöglichkeiten des Übertritts aus der fünften oder sechsten Klasse der Elementarschule. Der gebrochene Bildungsweg blieb weiterhin erhalten, obwohl sich die Lehrerschaft der Kantonsschule für die ungebrochene Ausbildungsvariante, also den direkten Übertritt ins Gymnasium nach der Elementarschule starkgemacht hatte. 1994 wurde vom Kantonsparlament entschieden, die Dauer der Ausbildung noch einmal um ein Jahr auf neu vier Jahre zur kürzen, hauptsächlich um den Studienbeginn dem europaweiten Durchschnittsalter anzugleichen. Dass dadurch auch gespart werden konnte, trug ebenfalls zu diesem Entscheid bei.
Das Maturitätsanerkennungsreglement (MAR) von 1995, an der Kantonsschule Schaffhausen umgesetzt ab dem Schuljahr 1997/98, veränderte den gymnasialen Ausbildungsgang noch einmal grundlegend und legte die bis aktuell gültigen Strukturen fest. Als Vereinbarung zwischen der Schweizerischen Konferenz der kantonalen Erziehungsdirektoren (EDK) und dem Eidgenössischen Departement des Inneren (EDI) wurde die bis anhin gültige Ausrichtung der MAV an der Medizinalgesetzgebung des Bundes aufgegeben. Stattdessen wurde eine Einheitsmatura mit verbindlichen Mindestanforderungen geschaffen, welche für alle Absolventen den Zugang zu den Universitäten und der ETH eröffnet.
Die Schulentwicklung blieb weiterhin Thema: Evaluationsprojekte auf gesamteidgenössischer Ebene, wie etwa das EVAMAR-Projekt, untersuchten die Erfahrungen der 1995/97 neukonzipierten Mittelschulen, die EDK entwickelte neue Strategien Richtung gesamtschweizerischer Bildungsstandards, die auch in die Teilrevision des MAR 2007 einflossen, z. B. in Form der Förderung der interdisziplinären Arbeit und der Informatik. Auch von Seiten der Wirtschaft werden weiterhin deutliche Ansprüche bezüglich der Vorbildung für Natur-, Ingenieur- und Informatikwissenschaften formuliert. Unter dem Titel «Kanti 2015» sind von Seiten der Kantonsschule Schaffhausen weitere Handlungsbedürfnisse und -spielräume aufgegriffen und entwickelt worden. Seit dem Schuljahr 2011/2012 sind aus einem breiten Angebot erste interdisziplinäre Kurse wählbar.

#### Pädagogischer Ausbildungsgang
Die Ausbildung zum Lehrer und zur Lehrerin auf Primarstufe bzw. zur Kindergärtnerin erfolgte zeitweise als integrierter Ausbildungsgang in der Kantonsschule.
In der Stadt Schaffhausen wurde das erste Lehrerseminar 1826 gegründet, angeschlossen an die sogenannte «Musterschule», die für arme Beisassenkinder offen war und den angehenden Lehrern als Übungsschule dienen sollte. Angeboten wurde für jeweils 16 Seminaristen ein Kurs, der zweimal vier Monate dauerte, dies verteilt auf zwei Jahre. 1851 wurde das Seminar nach lang anhaltender Kritik an der Ausbildungsqualität wieder aufgelöst, künftige Schaffhauser Lehrer mussten sich in anderen Kantonen ausbilden lassen. Erst 1896/97 wurde aufgrund des verschärften Lehrermangels im Kanton eine Seminarabteilung ans Gymnasium angegliedert. Anfänglich besuchten die zukünftigen Lehrer zuerst während zweier Jahre die realistische Abteilung der Kantonsschule, bevor sie ins Seminar eintreten konnten. Dieser Abschluss berechtigte auch zum Studium an verschiedenen universitären Fakultäten. 1957 wurde der Ausbildungsgang neu konzipiert: An das Unterseminar schloss neu das einjährige Oberseminar an, das auf die eigentliche Berufsausbildung ausgerichtet war. Der erfolgreiche Abschluss beider Stufen wurde nun einerseits zur Voraussetzung der Lehrtätigkeit, andererseits zur Zulassungsbedingung für Hochschulstudien. Erst nach weiteren Reformen erhielten die Unterseminaristen ab 1985 ein Maturitätszeugnis, das zum Studium an sämtlichen nichtmedizinischen Fakultäten der Universitäten berechtigte. Das Oberseminar wurde in zwei Schritten auf zwei Jahre verlängert und 1995 in Primarschulseminar umbenannt.
1971 wurde das Kindergärtnerinnenseminar, das 1995 in Kindergartenseminar umbenannt wurde, als neuer Ausbildungszweig innerhalb der Kantonsschule gegründet. Zusammen mit dem Primarschulseminar bildete es ab 1995 das sogenannte Pädagogische Seminar Schaffhausen (PSS), immer noch als Abteilung der Kantonsschule. Ziel dieser Reform war die Entwicklung der Seminarabteilung in Richtung einer Fachhochschule, wie es von der 1999 verabschiedeten Neuordnung der pädagogischen Ausbildung in der ganzen Schweiz durch die Schweizerische Konferenz der kantonalen Erziehungsdirektoren (EDK) schliesslich verbindlich vorgegeben wurde: Die Ausbildung zum Lehrer und zur Lehrerin sollte in Zukunft wie in den anderen europäischen Ländern auf der Tertiärstufe angeboten werden. 2003 begann in der von der Kantonsschule rechtlich getrennten Pädagogischen Hochschule Schaffhausen (PHSH) der Unterricht. Die PHSH ist mit der Pädagogischen Hochschule Zürich aufgrund ihrer vergleichsweise geringen Grösse einen Partnerschaftsvertrag eingegangen. Ausgebildet werden in dreijährigen Lehrgängen Lehrkräfte für den Kindergarten und die Primarschule. Das Studium ist analog zu den anderen Hochschulstudien modular aufgebaut.

#### Von der Diplommittelschule (DMS) zur Fachmittelschule (FMS)
Seit den 1950er Jahren wurde die Möglichkeit eines zusätzlichen Ausbildungszweiges diskutiert, der die Lücke zwischen Realschulabschluss und anspruchsvollen Berufslehren, die zudem das Mindestalter von 18 Jahren voraussetzen, mit einer soliden Allgemeinbildung und Vorbereitung auf diese hin schliessen sollte. Gedacht wurde dabei in erster Linie an junge Frauen, die einen solchen Beruf im sozialen, paramedizinischen oder pflegerischen Bereich wählen wollten. Innerhalb der Teilrevision des Schulgesetzes von 1969 wurde schliesslich die Diplommittelschule (DMS) geschaffen, die drei Jahre dauerte, ein sehr breites Wahlsystem für die Schüler anbot, ein ausserschulisches Praktikum beinhaltete und mit einem Diplom abzuschliessen war. Die Schule startete 1975 mit 46 Schülerinnen und drei Schülern. Den Unterricht erteilten von Anfang an die Lehrer der Kantonsschule, die Schulleiterin bzw. der Schulleiter ist Mitglied der Rektoratskommission der Kantonsschule. Seit 1989 wurde das Abschlussdiplom interkantonal anerkannt.
2007 wurde die Diplommittelschule zur heutigen Fachmittelschule umgestaltet, um den Absolventen der Zugang zu den neugeschaffenen Fachhochschulen zu ermöglichen. Parallel zur Neugliederung der Gymnasien durch das Maturitätszeugnis-Anerkennungs-Reglement (MAR) von 1997 in Ausbildungsprofile wurden unterschiedliche Fächerkombinationen der Diplom- bzw. der späteren Fachmittelschulen anhand verschiedener Berufsfelder definiert. Die Ausbildung schliesst mit einer Abschlussarbeit ab, die sich an den Anforderungskriterien der Maturaarbeit orientiert.

### Schülerschaft
Lateinschule und Gymnasium standen bis ins 19. Jahrhundert hinein hauptsächlich den Söhnen der städtischen Oberschicht offen. Dies veränderte sich erst ab Mitte des 19. Jahrhunderts grundlegend:
Die Zusammensetzung der Schülerschaft der 1851 gegründeten Kantonsschule und die Entwicklung ihrer Anzahl hing in Folge hauptsächlich von folgenden Faktoren ab: dem Bevölkerungswachstum allgemein, der Öffnung für weitere Bevölkerungsschichten im Laufe des 19. Jahrhunderts und der Zulassung von Mädchen ab Ende des 19. Jahrhunderts.
Seit Mitte des 19. Jahrhunderts befand sich die Schülerzahl stetig im Steigen – bis 1910 hatte sie sich auf Grund der erstgenannten Faktoren mehr als verdoppelt: 232 Schüler besuchten damals die Kantonsschule.
Die politischen und bildungspolitischen Neuerungen ab 1848 führten zu einer Öffnung der Schule für alle Bevölkerungsschichten. Das Einzugsgebiet des Gymnasiums wurde auf das ganze Kantonsgebiet und auch auf die angrenzenden Landschaften des Kantons Zürich und des Kantons Thurgau erweitert. Im Jahr 1851 wurden zehn Freiplätze für Schüler mittelloser Eltern geschaffen, die somit kein Schulgeld zu bezahlen hatten und ein Stipendium erwerben konnten. Die neue Kantonsverfassung von 1876 hielt schliesslich fest, dass der Unterricht an allen Schulen im Kanton Schaffhausen von nun an unentgeltlich sein müsse. Ausserdem wurde 1860 ein bis 1916 bestehendes Konvikt für externe Schüler eröffnet, um Schülern aus den Landgemeinden den Zugang zur gymnasialen Bildung zu erleichtern.
Den Zuwachs im 20. Jahrhundert verdankte die Kantonsschule auch dem steigenden Anteil der Mädchen, die 1929/30 schon fast ein Drittel der Schülerschaft ausmachten (70 Schülerinnen, 167 Schüler). Bis 1897 stand die Kantonsschule nämlich nur Knaben offen. Die Auseinandersetzung mit der Frage um eine mögliche Koedukation wurde damals durch das Aufnahmegesuch eines Vaters für seine Tochter in die Seminarabteilung ausgelöst. Nach längeren Diskussionen wurde dem Gesuch entsprochen. Gleichzeitig wurden den Mädchen 1898 alle Abteilungen der Schule zugänglich gemacht. Immer mehr Mädchen wählten anschliessend diesen Bildungsweg, nach der Einführung der Diplommittelschule (DMS) bildeten sie allmählich die Mehrheit an der Schule. Als Beispiel seien hier die Zahlen für das Schuljahr 1979/80 genannt: 560 Knaben, 591 Mädchen, davon 145 DMS- und 19 Kindergartenseminar-Schülerinnen.
Nach dem Zweiten Weltkrieg erhöhte sich die Geburtenrate bis zum «Pillenknick» ab Mitte der 1960er Jahre wieder markant, was sich in den wachsenden Schülerzahlen ab Ende der 1950er bis Ende der 1970er Jahre deutlich mitverfolgen lässt. Durch die Möglichkeit einer aktiver steuerbaren Familienplanung sowie den durch die Gleichstellungsbewegung geförderten Bewusstseinswandel eröffneten sich für die jungen Frauen neue berufliche Karriere-Perspektiven, was sicher zur positiven Entwicklung der Schülerinnenzahlen beitrug. Gefördert wurde die steigende Anzahl der Mittelschulabsolventen in dieser Zeit auch durch das praktisch 30 Jahre lang ungebrochene Wirtschaftswachstum, das für gut ausgebildete Arbeitskräfte entsprechende Stellen anbot.
Der Rückgang, der sich nach 2000 feststellen lässt, hängt zu einem Teil mit der Reduktion der Mittelschuldauer von fünf auf vier Jahre zusammen, zum anderen mit der Ausgliederung der Primarlehrer- und Kindergartenausbildung aus der Kantonsschule.

### Lehrkräfte
Im 19. Jahrhundert unterrichteten noch weniger als 20 Lehrer an der Schule, ihre Anzahl wuchs mit den steigenden Schülerzahlen: 1949/50 waren es 29, dreissig Jahre später (1979/80). Durch die Reduktion der Gymnasialausbildung um ein Jahr ab 1995, sank die Anzahl der Lehrstellen. Lehrerinnen gibt es seit Mitte der 1950er Jahre an der Kantonsschule, zuerst als Teilzeitlehrkräfte, die lediglich im Nebenamt an der Schule einige Lektionen unterrichteten, und als nicht gewählte, sogenannte Hilfslehrerinnen. Auf das Schuljahr 1967/68 wurden erstmals zwei Frauen als Hauptlehrerinnen angestellt. Seit der Teilrevision des Schulgesetzes von 1969, welche den Lehrerinnenzölibat aufhob, konnten auch verheiratete Frauen gewählte Hauptlehrerinnen werden.
Die Kantonsschule kannte von Beginn an zwei verschiedene Formen von Anstellungsverhältnissen. Einerseits gab und gibt es die gewählten oder Hauptlehrer, rechtlich bis 2005 im Beamtenstatus, der sich für Lehrer im 19. Jahrhundert herausgebildet hatte. Andererseits wurden und werden auch Lehrer im nichtgewählten Status angestellt. Letztere machen im Durchschnitt ab Mitte des 20. Jahrhunderts jeweils rund die Hälfte aller Lehrkräfte aus und werden als Hilfslehrer oder Lehrbeauftragte bezeichnet. Sie erhöhen den Handlungsspielraum der Schulleitung bei Pensenschwankungen. 2000 wurde der Lehrbeauftragtenverein gegründet, mit dem Ziel, die Situation und Integration der Lehrbeauftragten an der Kantonsschule zu verbessern. Mit dem neuen Personalgesetz von 2005 wurde der Beamtenstatus für die Gymnasiallehrer abgeschafft, seither wird rechtlich zwischen unbefristet angestellten Hauptlehrkräften und Lehrbeauftragten unterschieden. Der Unterschied zwischen den beiden Anstellungsverhältnissen betrifft die Kündigungsfristen, ist aber nicht mehr lohnwirksam. Auch ihr Pflichtenheft unterscheidet sich nicht. Die Schulleitung erhielt mit dem neuen Personalgesetz also auch einen höheren Grad an Autonomie in Personalfragen zugesprochen.
Das Schulwesen unterstand seit der Reformationszeit dem Staat, der sich aber in erster Linie als Aufsichtsinstanz verstand und sich nicht für die Finanzierung zuständig fühlte. So konnte die Schule nur dank freiwilliger Stiftungen aus der Bürgerschaft erhalten werden. Die Besoldung der Lehrer fiel entsprechend bescheiden aus, sie waren normalerweise nicht im Vollamt angestellt und unterrichteten meistens gleichzeitig am Gymnasium und im Collegium, ausserdem waren die Schulen auf nebenamtlich tätige Theologen, Ärzte etc. angewiesen.
Im Zusammenhang mit den Schulreformen im beginnenden 19. Jahrhundert und der damit einhergehenden Ausweitung des Fächerkanons änderten sich auch die Anforderungen an die Qualifikation der Lehrer. Hauptlehrerstellen zumindest konnten seit der Reform von 1827 nicht mehr von Inhabern einer Pfarrstelle übernommen werden, die Lehrer sollten eine Fachausbildung vorweisen können. Allerdings blieb die Finanzierung der Schule und der Lehrer weiterhin unbefriedigend, was zu einem dauernden Lehrerwechsel führte.
Mit dem Schulgesetz von 1850 übernahm der Kanton die Verantwortung für das reorganisierte Gymnasium und wurde damit auch für die Finanzierung zuständig. Die Besoldungssituation wurde dadurch allerdings nicht verbessert, ein anhaltender Lehrerwechsel wurde weiterhin in Kauf genommen. Mit der Anstellung deutscher Lehrer versuchte die Behörde bis in die 1860er Jahre mit einigem Erfolg die Forderungen der Lehrerschaft nach einer angemessenen Entlöhnung zu umgehen. Eine tiefgreifendere Verbesserung wurde erst mit dem Besoldungsgesetz und einem entsprechenden Dekret von 1943 geschaffen, indem die Löhne auf das Niveau von Kantonsschullehrern in strukturell vergleichbaren Kantonen angehoben wurde. Mit solchen Besoldungsrevisionen in der ersten Hälfte des 20. Jahrhunderts wurde der Aufstieg der Lehrerschaft in den Mittelstand ermöglicht.
Ab 2006 hat sich die Lohnsituation wieder grundlegend geändert. Seither sind die Kantonsschul-Lehrer, wie alle Angestellten im öffentlichen Dienst des Kantons Schaffhausen, einem neuen Personalgesetz unterstellt und werden nach einem neuen Lohnsystem entlöhnt. Dieser Systemwechsel führte bald zu einer Verschlechterung in der Reallohnentwicklung gegenüber dem früheren System und vergrösserte die Lohnunterschiede zwischen bereits länger und neu angestellten Staatsangestellten auch bezüglich des zu erwartenden Lebenslohnes deutlich. Zusammen mit der Vertretung der gesamtkantonalen Lehrerschaft und den Personalverbänden des öffentlichen Personals wurde von Kantonsschullehrern 2012 das Komitee «Für ein gerechtes Lohnsystem mit Zukunft» gegründet, um diese Entwicklung öffentlich zur Diskussion zu stellen und zu bremsen.

## Baugeschichte

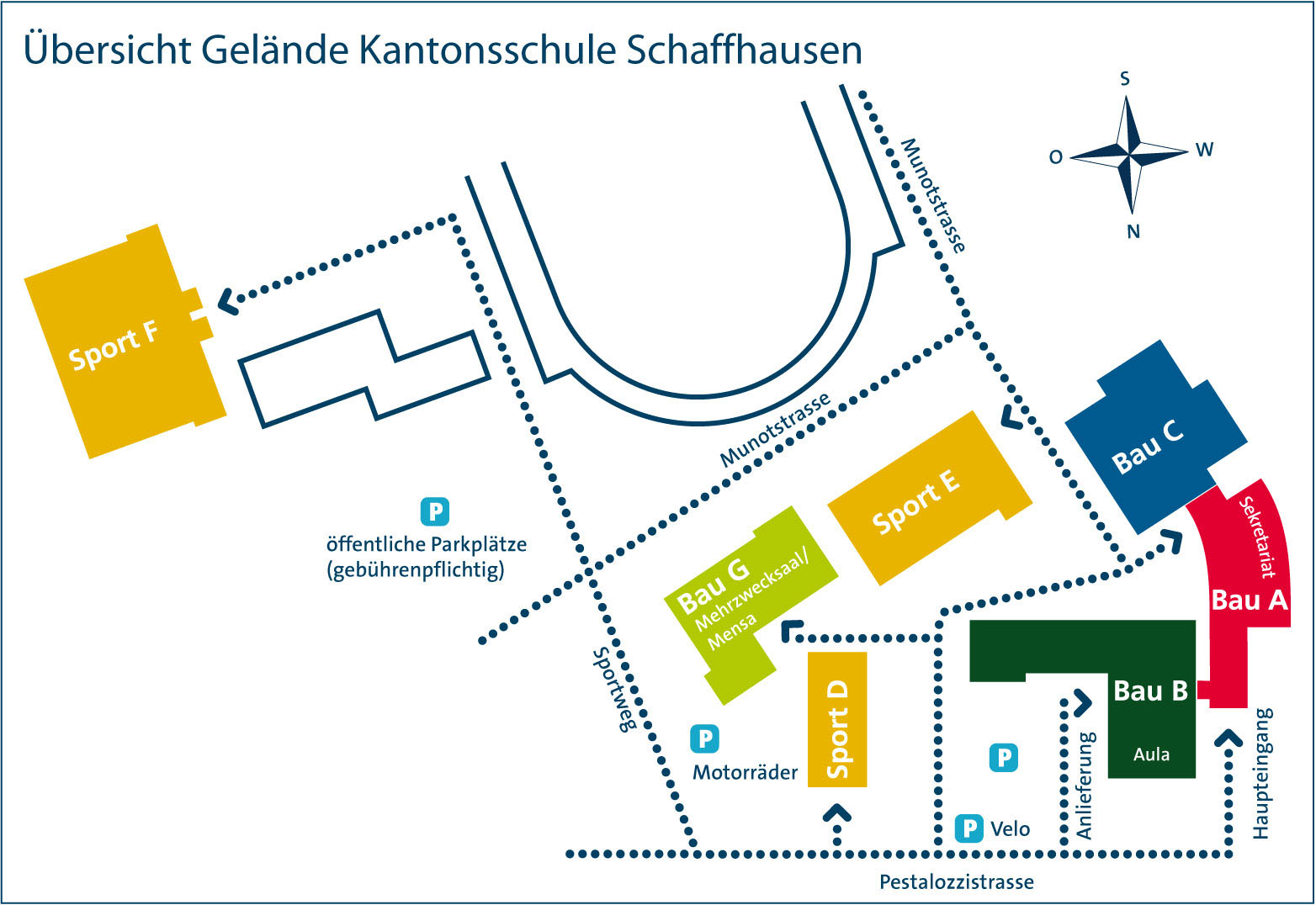
Gebäudeplan der Kantonsschule Schaffhausen

Die Gebäude auf dem vorderen Emmersberg, aus denen die Kantonsschule Schaffhausen heute besteht, sind zwischen 1902 und 2005 entstanden, also in einem Zeitraum von über 100 Jahren. Es sind dies (in chronologischer Reihenfolge)
- Kantonsschule-Gebäude von 1902 (Bau B)
- Alte Turnhalle von 1915 (Bau D)
- Förderer-Erweiterungsbauten von 1967 (Schulhaus: Bau C; Turnhalle: Bau E)
- Dreifach-Turnhalle von 1995 (nicht auf dem Areal, Bau F)
- Verbindungstrakt von 1999 (Bau A)
- Neubau der Diplommittelschule von 2005 (Bau G).

### Vorgeschichte
Das vermutlich älteste Gebäude, das einen Vorläufer der Kantonsschule beherbergte, befand sich in einem früheren Schulhaus auf dem heute als Parkplatz dienenden Kirchhofplatz.  Darin war eine von Magister Ludwig Oechslin geleitete Lateinische Schule untergebracht. Wegen des schlechten Zustands des Gebäudes wurde 1628 ein Neubau errichtet, und zwar im Marstall (heute Ecke Stadthausgasse/Safrangasse). Dort hatte das Gymnasium seinen Sitz bis ins Jahr 1795. Auch dieses Gebäude befand sich am Ende des 18. Jahrhunderts in einem sehr schlechten Zustand, es bestand sogar Einsturzgefahr. Deshalb beschlossen der Grosse Rat und der Kleine Rat am 7. Januar 1795 den Umzug der Schule in ein von Christoph Jezler erbautes, aber leer stehendes Waisenhaus. Die Einweihung fand am 26. Oktober 1795 statt, es handelt sich um das heutige Rheinschulhaus.
Etwa ein halbes Jahrhundert lang genügte das neue Schulhaus den Ansprüchen. Doch bereits in den 1860er-Jahren gab es Klagen wegen Lärmimmissionen und übelriechenden Dämpfen, und auch die Raumausstattung konnte mit der Entwicklung nicht mehr Schritt halten. Als dann ab Mitte des Jahrzehnts durch das Erstellen der Wasserwerke die Schule in ein Industriequartier zu liegen kam, wurde die Situation unhaltbar.

### Kantonsschule-Gebäude von 1902 («Altbau», heute als Bau B bezeichnet)

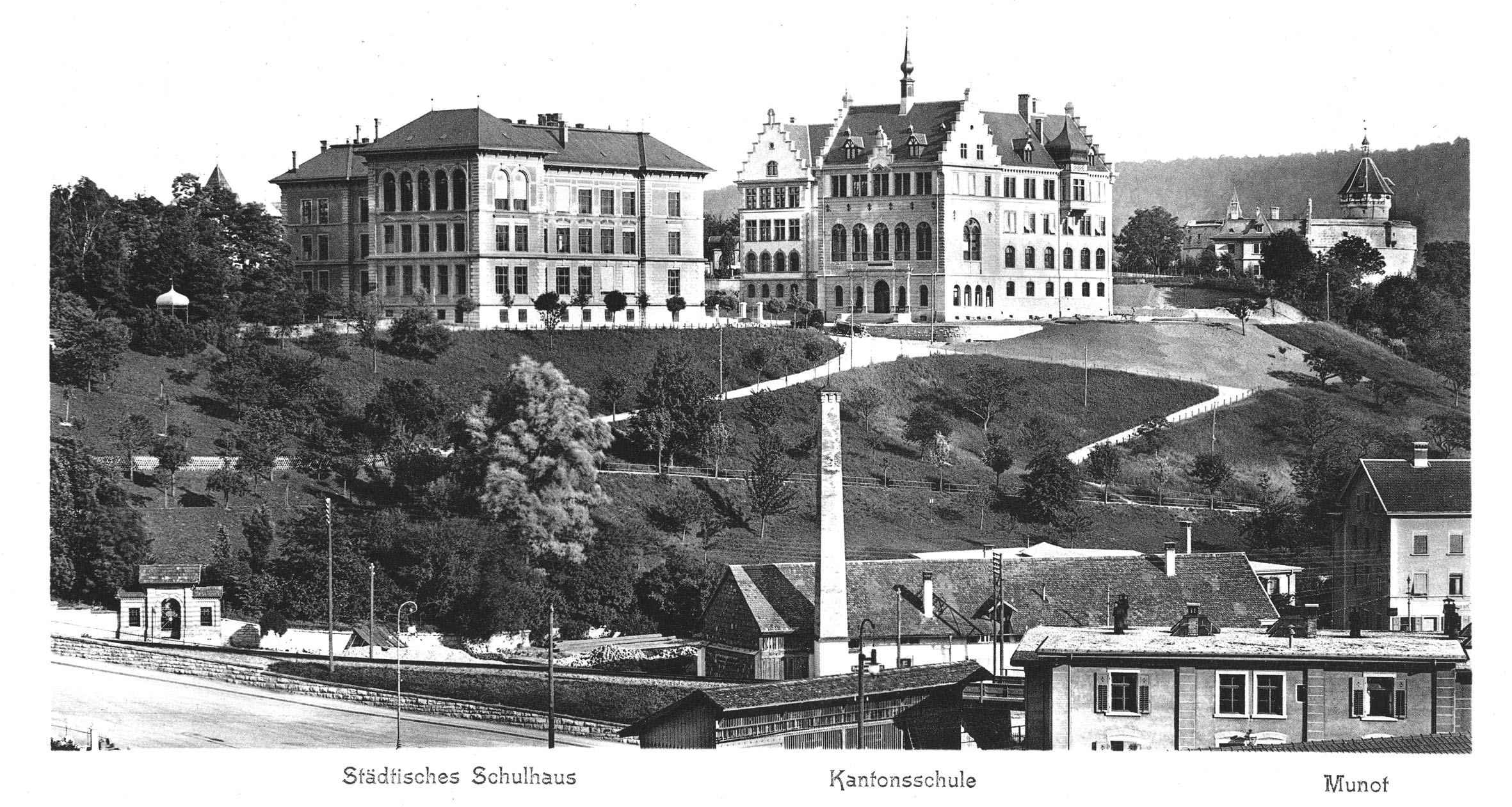
Das Kantonsschulgebäude von 1902 von Norden her gesehen. Links davon das Emmersbergschulhaus

Aber erst mehr als 30 Jahre später, am 29. April 1898 bzw. am 10. Mai 1898, beschlossen der Grosse Stadtrat bzw. der Grosse Rat, dass ein von der Stadt bereits gekauftes Grundstück auf dem Emmersberg als Areal für ein neues Gymnasialgebäude zur Verfügung gestellt wurde. Aufgrund des definitiven Bauprogramms wurde ein Architektenwettbewerb ausgeschrieben mit einem Gesamtpreisgeld von CHF 4000.- Von den insgesamt 59 eingereichten Projekten wurden vier ausgezeichnet. Als Siegerprojekt ging dasjenige des Architekten Heinrich Meili-Wapf (1860–1927) aus Luzern hervor und wurde nach einigen Modifikationen umgesetzt. Die Kosten des definitiven Projekts betrugen CHF 600.000.- inklusive Möblierung. Anfang Mai erfolgte der Beginn der Bauarbeiten, im November war das Aufrichten beendet, am 6. Dezember 1902 wurde das Schulhaus bezogen.
Das Areal für den Neubau umfasste 5400 m2, davon fielen 1100 m2 auf das Gebäude; ausserdem wurde ein ca. 400–500 m2 grosser Schülergarten eingerichtet.
Das Gebäude liegt ca. 30 Höhenmeter über der Schaffhauser Altstadt, die nach Osten ausgerichtete, repräsentative Hauptfassade ist weit herum sichtbar. Das Bauwerk lehnt sich stilistisch an die deutsche Renaissance an. Der Grundriss des Schulhauses ist L-förmig, es umfasst vier Stockwerke, zusätzlich ein Keller- und ein Dachgeschoss. Die beiden Schenkel sind als Kopfbauten realisiert, an beiden Enden befinden sich quer zum Hauptdach liegende Schrägdächer, ausgestattet jeweils mit markanten Treppengiebeln und Lukarne. An der der Stadt zugewandten Westfassade ist zudem ein Erker angebracht.
Der Haupteingang befindet sich an der Nordfassade, darüber liegt die zwei Stockwerke umfassende Aula (Fläche ca. 170 m2). Der Sockel des Gebäudes besteht aus Granit, in ihm sind, gleich wie in der ersten Etage, Rundbogenfenster eingelassen. Im zweiten und dritten Hauptgeschoss dagegen sind rechteckige Fenster eingefügt.
Insgesamt umfasste das Gebäude 16 Klassenzimmer, das grösste davon konnte 54 Schüler aufnehmen. Besonderer Wert wurde beim Raumprogramm auch auf die naturwissenschaftlichen Fächer gelegt. Mehrere Räume wurden speziell auf die Anforderungen für den erst langsam sich im Fächerkanon etablierenden Physik- und Chemie-Unterricht ausgelegt. Für beide Disziplinen standen auch Schülerlaboratorien zur Verfügung. Das Schulhaus war so konzipiert, dass es für längere Zeit den Raumbedarf abdecken sollte. Folglich wurden bei der Inbetriebnahme noch nicht alle Räume für Unterrichtszwecke benutzt. So befand sich etwa im ersten Stockwerk ein Laboratorium für Lebensmitteluntersuchungen, im Erdgeschoss wurde in einem eigens dafür reservierten Zimmer der einzige Röntgenapparat im Kanton Schaffhausen aufgestellt.

### Alte Turnhalle 1915 (heute als Bau D bezeichnet)

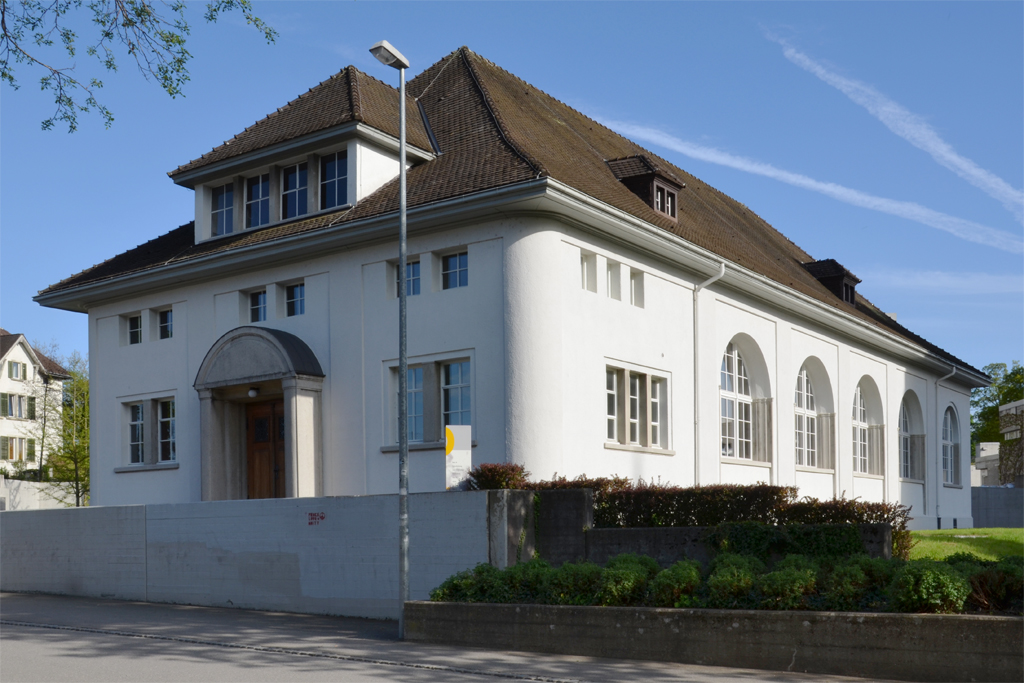
Die Alte Turnhalle von 1915, Aussenansicht

Da der Sport am Anfang des 20. Jahrhunderts nur eine untergeordnete Rolle in der gymnasialen Bildung spielte, dauerte es nach der Eröffnung des neuen Kantonsschulgebäudes noch 13 Jahre, bis die erste Turnhalle erbaut wurde. Sie kam an der Nordostseite des bereits bestehenden Gebäudes zu liegen. 1950 wurden umfangreiche Bauarbeiten – u. a. eine Unterkellerung – vorgenommen, 1978 saniert man das Gebäude gründlich.

### Förderer-Erweiterungsbauten 1967 («Neubau», heute als Bauten C und E bezeichnet)

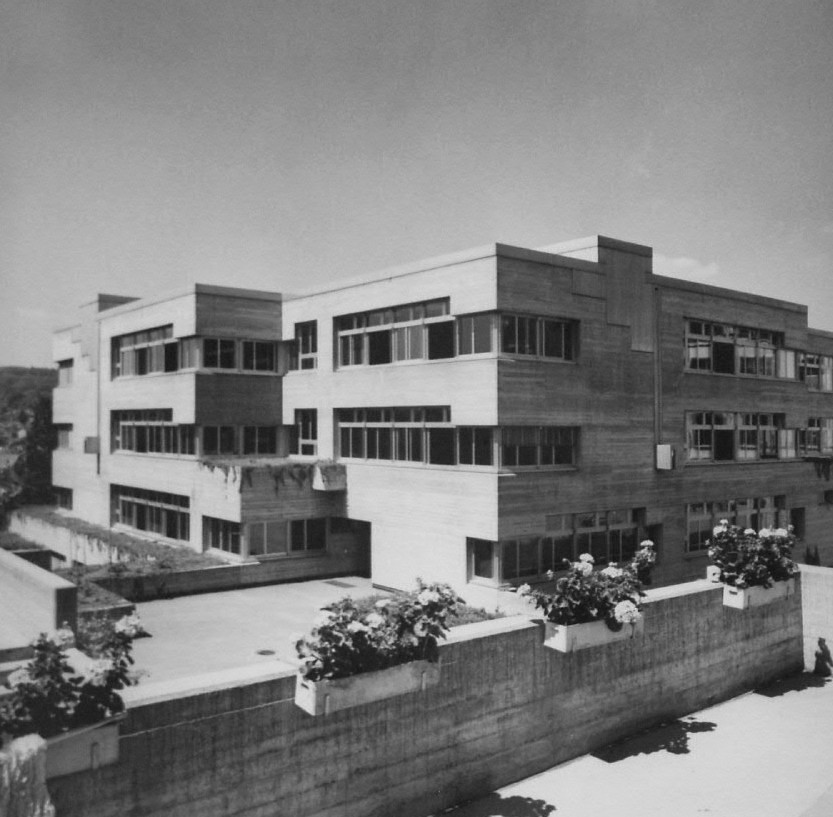
Der Förderer-Erweiterungsbau (Schulhaus) von 1967, Blick auf die West- und Südfassade

1960 wurde wiederum ein Architekturwettbewerb für Erweiterungsbauten ausgeschrieben, da mittlerweile wieder akute Raumknappheit an der Kantonsschule Schaffhausen bestand. Dem Wettbewerb lag ein von der Lehrerschaft ausgearbeitetes Raumprogramm zugrunde. Aus den 28 eingereichten Projekten ging dasjenige von Walter Maria Förderer als Sieger hervor. Das Projekt wurde in einer Volksabstimmung vom 5. März 1962 gutgeheissen, die Gesamtkosten wurden auf 8,114 Mio. Franken veranschlagt. Darin eingeschlossen waren auch eine Umgestaltung des Erdgeschosses und eine Aussenrenovation von Bau B.
Für den Bau mussten im März 1962 zusätzliche 5177 m2 Land angekauft werden; dieser Kauf war bereits im März 1962 erfolgt. Das Aufrichtefest wurde am 10. September 1965 gefeiert, die Einweihung fand am 29. September 1967 statt, und zwar im Rahmen des traditionellen Kantifestes.
Der Förderer-Bau umfasst zwei Gebäude, ein neues Schulhaus (Bau C) und eine neue Turnhalle (Bau E). Beide sind im Stil des Brutalismus gehalten, eine Stilrichtung, zu deren wichtigsten Schweizer Vertretern Walter M. Förderer gehörte. Das neue Schulhaus ist in südöstlicher Richtung in Hanglage Richtung Schaffhauser Altstadt gebaut. Es ist viel niedriger als der Altbau von 1902 und weist ein Flachdach auf. Es bildet somit architektonisch einen klaren Kontrast, jedoch optisch keine Konkurrenz zu dem bereits bestehenden Gebäude. Der Grundriss ist nahezu quadratisch, allerdings sind die Wände jeweils in der rechten Hälfte der Fassade zurückversetzt. Gegen die Stadt hin läuft das Gebäude terrassenförmig aus. Die Fassade zeigt, typisch für den Baustil des Brutalismus, holzbrettstrukturierten Ortbeton  gegliedert durch grossflächige, horizontal orientierte, mit Aluminiumrahmen eingefasste Schiebefenster. Das Gebäude umfasst 4 Etagen, wobei das Untergeschoss in den Hang hinein gebaut wurde. Das Erdgeschoss und die beiden darüber liegenden Etagen sind um einen durch Oberlichter im Dach erhellten Lichthof zentriert. Eine um den Lichthof herumgeführte Galerie verbindet die Schulzimmer miteinander.
Beim zweiten Gebäude handelt es sich um eine Turnhalle, ergänzt durch die Wohnung für den Pedell; es entsprach stilistisch dem Schulhaus. Die Dimension der Turnhalle beträgt 18 × 30 Meter bei einer Höhe von 7 Metern.

### Dreifach-Turnhalle 1995 («Munot-Sporthalle», heute als Bau F bezeichnet)
Nach zwei vom Stimmvolk verworfenen Vorlagen zum Bau von neuen Turnhallen (am 7. November 1976 und am 24. Dezember 1983) wurde das Projekt für eine neue Dreifachturnhalle am 7. März 1993 angenommen. Der Spatenstich erfolgte am 20. Januar 1994, die Aufrichtefeier genau ein Jahr später. Eingeweiht wurde die Halle am 13. September 1995. Als Bauland wurde eine der Stadt gehörende Wiese neben dem «Munotsportplatz» gewählt, also ein Ort ausserhalb des eigentlichen Kantonsschul-Areals. Dementsprechend sollte die grosszügige Halle auch von externen Interessenten genutzt werden können.
Die Nettonutzfläche beträgt über 2000 m², die eigentliche Turnhalle hat die Dimensionen 24 × 45 × 7 Meter. Die Gesamthalle kann durch Querwände in drei Teilhallen gegliedert werden. Ausserdem sind u. a. ein Kraftraum, ein Theorieraum und ein Raum für den Hallenwart bzw. für einen Kiosk integriert. Architektonisch hervorzuheben ist die minimale Gebäudehöhe, die nur 2,5 m über Boden beträgt. Dies war eine Auflage der Stadt Schaffhausen. Entsprechend ist die Halle 7 Meter tief ins Erdreich versenkt. Die langgezogene, sehr flach wirkende Hauptfassade erinnert folgerichtig mit den kleinen Rundfenstern («Bullaugen») an einen tief im Wasser liegenden Schiffsrumpf. Die auf dem extensiv begrünten, aber nicht begehbaren Flachdach angebrachte, allseitige Schrägverglasung ermöglicht eine gute Belichtung und Belüftung.

### Verbindungstrakt 1999 (heute als Bau A bezeichnet)

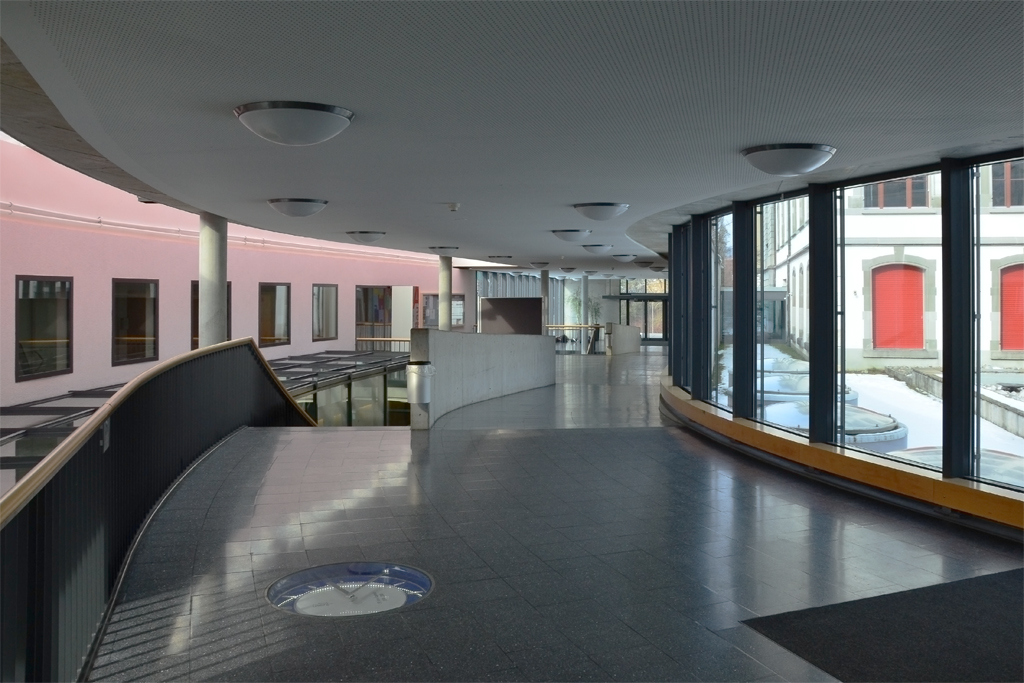
Der Verbindungstrakt von innen

Mit der neuen Ausrichtung der Kantonsschule wurden Ende der 90er-Jahre zusätzliche Unterrichtszimmer benötigt. Ein neues Gebäude, das den Altbau mit dem Neubau verband, sollte Verwaltungsräume bereitstellen, um in den bestehenden Gebäuden Unterrichtsräume zu gewinnen. Mit der Ausführung des Verbindungstraktes wurde nach einem zweistufigen Wettbewerbsverfahren die Firma Oechsli + Partner Architekten, Schaffhausen, beauftragt. Zuvor war deren Projekt in einer Volksabstimmung vom 8. Juni 1997 angenommen worden.
Das Gebäude verband den Haupteingang des Altbaus von 1902 (Bau B) mit dem Haupteingang des Förderer-Schulhauses von 1967. Zu diesem Zweck mussten zunächst die bestehenden Verbindungselemente, eine Überdachung in Sichtbeton, abgerissen werden.
Der Gebäudekörper verläuft zunächst parallel zur Ostfassade von Bau B, um im letzten Viertel mittels einer Rundung die Verbindung zum Förderer-Bau herzustellen. Die Hauptfassade des Verbindungstraktes ist nach Osten, also gegen die Altstadt hin ausgerichtet. An der Nordfassade befindet sich nun der Haupteingang zur Kantonsschule, wie dies ursprünglich im Altbau von 1902 der Fall gewesen war. Der Verbindungstrakt ist architektonisch schlicht gestaltet, es dominiert eine einfache, klare, elegante Formensprache. Der Rohbau ist weitgehend belassen und stellt so auch stilistisch eine Verbindung zum Förderer-Bau her. Der Gebäudesockel ist in Beton ausgeführt, die Verbindungshalle in Stahl und Glas mit einzelnen Betonscheiben.
Der Verbindungstrakt umfasst zwei Ebenen: ein Zugangsniveau und ein Sockelgeschoss. In der oberen Etage, dem Zugangsniveau, befinden sich die administrativen Räume (Büros der Schulleitung, Sekretariat, Lehrerzimmer). Ausserdem umfasst dieses Geschoss eine grosse Terrasse mit Altstadtblick. Im unteren Geschoss sind die Bibliothek und spezielle Schulräume für das Fach Bildnerisches Gestalten untergebracht.

### DMS-Neubau 2005 (heute als Bau G bezeichnet)

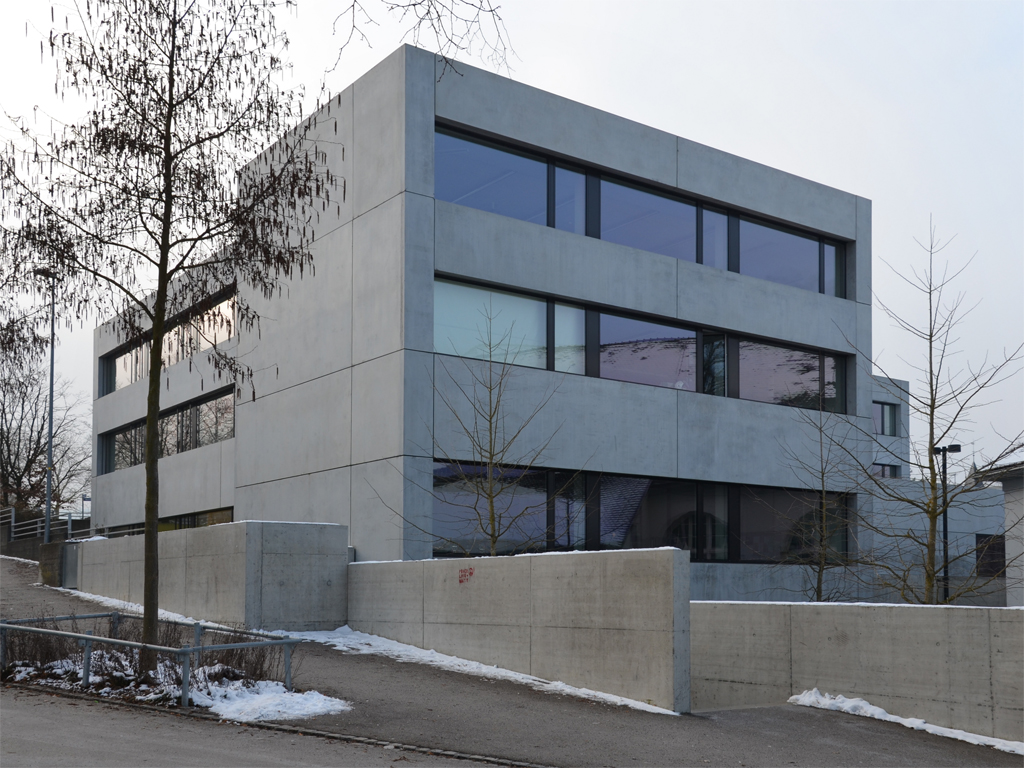
Der Ergänzungsbau von Aussen

Aus Platzgründen wurden die Schüler der Diplommittelschule (seit 2007 Fachmittelschule) zu einem grossen Teil im Rheinschulhaus unterrichtet. Wegen Eigenbedarfs kündete die Stadt Schaffhausen dem Kanton, per 2005 musste die DMS die Räumlichkeiten definitiv verlassen. Nach der Prüfung verschiedener Varianten kam eine Machbarkeitsstudie zum eindeutigen Ergebnis, dass einem Neubau auf dem Areal der Kantonsschule der Vorzug zu geben ist. Nach einem zweistufigen Wettbewerb – in der ersten Stufe gingen bei der Jury 83 Projekte ein – ging das Projekt «Mittag» der St. Galler Architekten Armin Benz und Martin Engeler als Siegerprojekt hervor. Das Projekt mit einem Baukredit von knapp 12 Mio. Franken wurde am 24. November 2002 in einer Volksabstimmung angenommen. Im Projekt für das geplante Gebäude enthalten war auch ein Mehrzwecksaal, der im Schulalltag als Mensa fungieren sollte. Im Februar 2004 begannen die Bauarbeiten. Im Juli 2005 wurde das Gebäude dem Betrieb übergeben.
Die Umfassungsmauern sind abgestuft und weisen Terrainsprünge auf. Der Haupteingang, der genau im Innern des rechten Winkels liegt, ist etwas erhöht zum ursprünglichen Pausenplatz, damit verbunden durch eine leicht ansteigende Erweiterung des ganzen Hofbereichs. Das ganze Gebäude ist mit unverputztem Sichtbeton im Tafelsystem erstellt. An den Aussenfassaden kommen grossflächige, rechteckige Betonelemente zum Einsatz, im Innern Schaltafeln auf Grossflächenschalungen zur Anwendung. Gegliedert werden die Fassaden, ähnlich wie beim Förderer-Bau, durch grossflächige Fensterreihen.
Das ganze Gebäude ist unterkellert. Im Erdgeschoss befindet sich u. a. der Mehrzwecksaal (Mensa mit angrenzender Küche, Bühne), ein Unterrichtszimmer für das Bildnerische Gestalten sowie mehrere Räume, die administrativen Zwecken dienen. In den beiden Obergeschossen befinden sich insgesamt 10 Unterrichtszimmer, die auf Klassengrössen von maximal 25 Schüler angelegt sind, dazu kommen 3 Spezialzimmer, die jeweils 40 Personen fassen. Der Erweiterungsbau genügt den Anforderungen des Minergie-Standards.
Das neue Gebäude schliesst das Gelände der Kantonsschule in westlicher Richtung ab. Damit bilden nun alle Gebäude zusammen ein weitgehend geschlossenes Ganzes mit vielfältigen Bezügen. Der Grundriss des Ergänzungsbaues weist wie der Altbau von 1902 eine L-Form aus. Der längere Schenkel liegt in der Verlängerung der Förderer-Turnhalle, der kürzere Schenkel steht im rechten Winkel dazu und verläuft schräg in Richtung der Alten Turnhalle von 1915.

### Kunst am Bau
Am Schulgebäude findet man verschiedene Werke, die dem Bereich Kunst am Bau zugeordnet werden können:
- Männlicher Torso, eine Bronze-Skulptur von Karl Geiser (im Lichthof des Förderer-Erweiterungsbaus, 1967)
- Relieftafel (zwischen den Förderer-Erweiterungsbauten angebracht an einer Betonwand, 1967)
- Sans titre, Eisenplastik von Albert Rouiller (aufgestellt auf einer südlichen Begrenzungsmauer aus Beton, etwa 1987)[76]
- Installation im Verbindungsbau, Zeljka Marusic und Andreas Helbling (Verbindungsbau, 1999)
- Sichten sichten, Installation von Leo Bettina Roost (Ergänzungsbau, 2005)
- Licht-Bilder – Bild-Lichter, Installation von Silvio Vanzella (Aussenwand des Ergänzungsbaus, 2008)

### Weitere bauliche Besonderheiten auf dem Kantonsschulareal

#### Sonnenuhr
Im Hof steht seit 1967 eine von der «Verbindung Munot» anlässlich der Einweihung der Förderer-Ergänzungsbauten gestiftete Sonnenuhr. Sie wurde von William Brunner aus Kloten berechnet und gestaltet. Es handelt sich um eine Sonnenuhr, welche exakt für den Standort konzipiert ist und es ermöglicht, dank eines eloxierten Schattenwerfers mit einem genau berechneten Lemniskatenausschnitt die mitteleuropäische Zeit fast auf die Minute genau abzulesen.

#### Photovoltaikanlage auf dem Dach der Förderer-Erweiterungsbauten

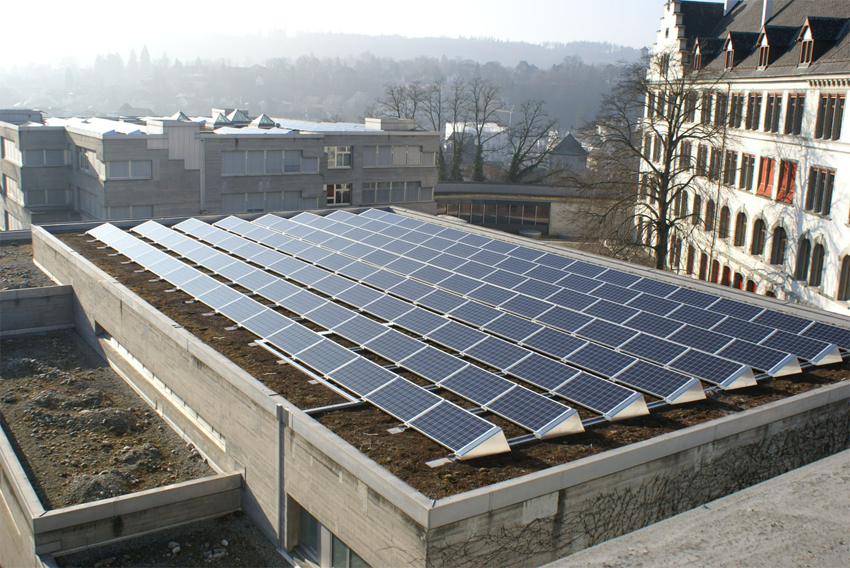
Photovoltaik-Anlage

Im Rahmen des Förderungsprogramms für Photovoltaikanlagen im Kanton Schaffhausen beschloss der Gesamtregierungsrats, auf den Dächern des Förderer-Schulhauses (Bau C), der Förderer-Turnhalle (Bau E) und des DMS-Ergänzungsbaus (Bau G) eine solche Anlage mit 356 polykristallinen Modulen auf einer nutzbaren Dachfläche von rund 1270 m² aufzustellen. Diese sollte einen Jahresertrag von 75'000 kWh leisten, was rund 15 % des gesamten jährlichen Strombedarfs der Kantonsschule und einer CO2-Ersparnis von rund 38 Tonnen entspricht.

## Persönlichkeiten

### Lehrer
- Karl Knies (1821–1898), Ökonom
- Jakob Amsler-Laffon
- Max Wilhelm Götzinger (1799–1856), Germanist
- Conrad Habicht
- Heinrich Suter
- Marcel Müller-Wieland
- Dieter Bäumle
- Markus Werner
- Thomas Späth

### Schüler
- Carl August Bächtold (1838–1921), Heimatforscher
- Ludwig Binswanger
- Beat Heinrich Bolli
- Alfred Brunner
- Ralph Dutli
- Hermann Eisenhut
- Hermann Freuler
- Matthias Frick
- Jürg Fröhlich
- Beat Furrer
- Calvin Grieder
- Walter Ulrich Guyan (Archäologe)
- Hans Wilhelm Harder (1810–1872), Beamter, Heimatforscher und Zeichner
- Philipp Landmark
- Ulrich Meister junior
- Arnold Neher
- Andreas Netzle
- Bernhard Peyer (Paläontologe)
- Johann Conrad Peyer
- Hermann Rorschach[79]
- Kurt Ruh
- Max Ruh
- Eduard Russenberger (Politiker)
- Ferdinand Schalch (Geologe)
- Johann Melchior Schuler
- Emil A. Stadelhofer
- Markus Werner
- Andreas Wimmer (* 1962), Soziologe
- Gabriel Vetter